# جام خیریه انگلستان ۱۹۵۸
 جام خیریه انگلستان ۱۹۵۸ ، ۳۶امین رقابت سالانه مابین قهرمانان لیگ دسته اول فوتبال انگلستان و جام حذفی فوتبال انگلستان است. 
این مسابقه در تاریخ ۶ اکتبر ۱۹۵۸ مابین تیم‌های ولورهمپتون و بولتون در ورزشگاه بارندن پارک بولتون برگزار شده‌است. 
تیم بولتون در این مسابقه با نتیجه چهار بر یک به پیروزی رسیده.

## جزئیات مسابقه
| ولورهمپتون | ۱ – ۴ | بولتون                                  |
| ---------- | ----- | --------------------------------------- |
| پورانت ۹۰' |       | ویلسون ۴۲' بانیستر ۴۴' · لوفتوس ۶۰' ۷۰' |